# Dryobotodes aino
Dryobotodes aino là một loài bướm đêm trong họ Noctuidae.